# Annet-sur-Marne
Annet-sur-Marne is een gemeente in het Franse departement Seine-et-Marne (regio Île-de-France) en telt 2482 inwoners (1999). De plaats maakt deel uit van het arrondissement Torcy.

## Geografie
De oppervlakte van Annet-sur-Marne bedraagt 13,2 km², de bevolkingsdichtheid is 188,0 inwoners per km².
De onderstaande kaart toont de ligging van Annet-sur-Marne met de belangrijkste infrastructuur en aangrenzende gemeenten.

## Demografie
Onderstaande figuur toont het verloop van het inwonertal (bron: INSEE-tellingen).